# День переможених (фільм)
«День переможених» — повнометражний художній фільм 2009 року, знятий на кіностудії імені О. Довженка режисером Валерієм Ямбурським. 

## Сюжет
Події розгортаються наприкінці XX сторіччя. У селі Теклівка за два дні до першого травня помирає Основоположниця — жінка, що багато років тому була тут першою головою колгоспу. Дочка Ліна вирішує ховати її за християнським звичаєм на третій день, а це припадає на перше травня. Голова сільського активу, прихильник відродження Радянського Союзу, обурений таким рішенням і змушує Ліну поховати матір в інший день. Річ у тім, що в селі, а саме в активі, Перше травня заведено відзначати святковою маївкою. Похорон Основоположниці стає символічною подією i перетворюється з поховання небіжчиці у поховання людського безглуздя.

## Актори
- Михайло Голубович — Васюра, голова сільради
- Лариса Руснак — Райка
- Олена Стефанська — Зінка, теща Бескоровайного
- Артем Лебедєв — Геник Бескоровайний, голова колгоспу
- Михайло Свєтін — сільський лікар
- Віктор Андриєнко — Серьога Козак
- Євген Паперний — Давид Шульга
- Леся Самаєва — Ліна, дочка Основоположниці
- Юрій Євсюков — Льонька Шайтан
- Ія Ямбурська — Ядвига, полячка
- Поліна Голованова — Неонілка, дочка Зінки
- Олексій Колесник — сільський священик
- Людмила Шпитальова — Тамара Шайтан, жінка Льоньки
- Ніна Касторф — Юлька, жінка Шульги
- Лілія Хуторян — жінка Васюри
- Викторія Ярошенко — невістка Васюри
- Сергій Савенков — Юрка
- Христина Ярошенко — Наталия, онучка Васюри
- Радислав Пономаренко — Тарас, син Ліни
- Серафіма Карій — дочка Ліни
- Маргарита Жигунова — бабуся-розповідальниця
- Лариса Яценко — Гандзя молода
- Христина Соловйова — Гандзя у дитинстві
- Євген Малуха — від Автора

## Знімальна група
- Режисер-постановник — Валерій Ямбурський
- Оператор-постановник — Віталій Зимовець
- Художник-постановник — Олександр Шеремет
- Художник-гример — Олена Чежевська
- Композитор — Володимир Гронський
- Режисер монтажу — Олена Лукашенко
- Звукорежисери — Наталя Домбругова, Вячеслав Штефан

## Нагороди
- «Спеціальний приз Севастопольської міської ради» (Севастопольський МКФ −2009, Україна);
- «Найкращий дебют» (Бердянський МКФ[1] −2009, Україна);
- Лауреат Cairo International Film festival[2] — 2009 (Єгипет);
- Лауреат Mumbai International Film festival[3] — 2009 (Індія).